# Eduard Prchal
Eduard Maximilian Prchal, né le 1er janvier 1911 à Dolní Břežany et mort le 12 décembre 1984 à Saint Helena (Californie), est un pilote tchèque.

## Biographie
Eduard Prchal naquit dans une famille d'ébénistes. Après avoir terminé ses études secondaires, il travailla pendant une courte période en tant que représentant des ventes dans une concession automobiles. En octobre 1930, il devait faire son service militaire. Avec l'aide de son oncle, un colonel, il candidata avec succès dans la force aérienne tchèque. Sa formation en vol de base prit fin en octobre 1931 et il fut affecté à un escadron d'observation basé à Hradec Králové. Prchal devint bientôt un pilote qualifié. En 1932, il fut diplômé de sa formation de pilote comme pilote militaire opérationnel, et en 1934 acheva sa formation au vol de nuit. Prchal servit dans l'armée jusqu'en mai 1937. Il rejoignit ensuite la société Baťa, comme pilote commercial.
Le 22 juin 1939, peu de temps après l'occupation allemande de la Bohême, Prchal franchit illégalement la frontière vers la Pologne et une semaine plus tard, arriva en France. Là, il rejoignit la Légion étrangère (l'alternative était la déportation). Lorsque la Seconde Guerre mondiale commença, il rejoignit l'Armée de l'Air et pendant la bataille de France eut trois victoires. Deux jours après la capitulation de la France, il vola de Bordeaux à Bayonne et s’embarqua pour l'Angleterre. Là, il rejoignit la réserve des volontaires de la Royal Air Force et fut ensuite affecté à l'escadron tchécoslovaque 310. Il abattit trois avions ennemis et partagea la destruction de trois autres. En mars 1941, Prchal fut transféré et devint instructeur pour former les pilotes de chasse. À cette époque, Prchal se porta volontaire pour devenir un pilote de chasse de nuit. Finalement, il fut transféré au Transport Command et à plusieurs reprises vola vers Gibraltar et Malte. Son rôle est aussi de transporter des passagers VIP au Moyen et en Extrême-Orient. 
Eduard Prchal est surtout connu comme étant le pilote du vol qui coùta la vie au commandant en chef de l’armée polonaise Władysław Sikorski en juillet 1943 à Gibraltar. Prchal, gravement blessé, fut le seul survivant. En septembre 1943, il reprit son rôle de pilote de VIP et continua sur des vols long-courriers jusqu'à la fin de la guerre.
En septembre 1943, il épousa Dolores Prchal (en tchèque: Dolores Prchalová, née Dolores Šperková, 1915-1990),.
En août 1945, Prchal revint en Tchécoslovaquie et rejoignit son armée de l'air, jusqu'à sa démobilisation au début de 1946. Ensuite, il travailla comme commandant de bord pour la Compagnie aérienne nationale tchécoslovaque (ČSA). Après que le Parti communiste ait pris le pouvoir en 1948, il sentait la méfiance du nouveau régime et craignait de se faire arrêter. Le 30 septembre 1950, Prchal, sa femme, sa fille et six autres volèrent de Prague à la base aérienne de la RAF de Manston en Angleterre dans un avion volé.
Etant incapable de trouver un emploi en tant que pilote, Prchal et sa femme déménagèrent en 1952 aux États-Unis. Là-bas aussi, étant étranger, il ne réussit pas à obtenir un emploi dans l’armée de l’air ou dans l'industrie aéronautique. Jusqu'à sa retraite en 1978, il travailla dans le secteur de l'éducation en Californie.

## Théories sur l’écrasement de l’avion de Sikorski
En 1967, Rolf Hochhuth, un dramaturge allemand, incluait une théorie sur l'accident de 1943 dans sa pièce de théâtre « Soldats: une nécrologie pour Genève (en) ». Dans cette pièce, c’était un « accident » initié par Winston Churchill qui avait chargé les services secrets britanniques de prendre les dispositions nécessaires. Par conséquent, le pilote fut accusé d'avoir participé à ce complot. Ignorant que Prchal était encore en vie, Rolf Hochhuth fut attaqué en diffamation et la cour de Londres statua en faveur de Prchal et lui accorda des dommages-intérêts substantiels (50 000 livres sterling). Rolf Hochhuth s’installa ensuite en Suisse pour ne pas les payer. 
Prchal fut par la suite interviewé à plusieurs reprises sur l’accident.

## Littérature
- (cs) Miloslav Pajer, Křídla pro vítězství a poválečnou obnovu : českoslovenští letci u dopravních jednotek RAF a ve vojenském poválečném dopravním letectvu ČSR (1940-1950), Cheb, Svět křídel, 2004, 838 p. (ISBN 978-80-86808-11-6)
- (cs) Jiří Rajlich, « PRCHAL Eduard Max », dans Vojenské osobnosti československého odboje 1939-1945, Praha, Ministerstvo obrany ČR, 2005, 350 p. (ISBN 978-80-7278-233-8, lire en ligne), p. 238-239